# SPECIAL
S.P.E.C.I.A.L. (англ. Strength, Perception, Endurance, Charisma, Intelligence, Agility, Luck; рус. Сила, Восприятие, Выносливость, Харизма, Интеллект, Ловкость, Удача) — ролевая система, разработанная в 1996 году специально для компьютерной игры Fallout.
Система SPECIAL использовалась во всех последующих играх серии Fallout. Кроме того, она была использована в фэнтезийной ролевой игре Lionheart: Legacy of the Crusader. SPECIAL предполагалось использовать в двух отменённых проектах Interplay: TORN от Black Isle Studios и Deadlands от Reflexive Entertainment. Сильно модифицированная версия SPECIAL была использована в Fallout: Warfare, настольной игре, доступной на бонусном компакт-диске Fallout Tactics. Настольная ролевая игра Fallout PnP используют упрощенную версию системы SPECIAL под названием SIMPLE.

## История создания
С разработкой Fallout сотрудники Interplay постоянно испытывали проблемы. Первоначально игра должна была быть продолжением Wasteland, схожей с Fallout по вселенной игры. Однако правами на само название — «Wasteland» — владел уже тогда известный издатель игр Electronic Arts.
Далее возникли проблемы с системой создания персонажа. Первоначально планировалось использовать сеттинг Advanced Dungeons & Dragons, но и на неё не было лицензии. Затем перешли к GURPS (вследствие чего первоначальное название игры было «Vault 13 — A GURPS post nuclear adventure», игра должна была быть первой компьютерной игрой, основанной на сеттинге GURPS). И всё было хорошо, пока владельцам GURPS не показали интро-ролик, в котором солдат США, закованный в силовую броню, расстреливает канадского «военного преступника», после чего мило машет рукой в объектив видеокамеры. Ролик, всё же вошедший во вступление к первой части игры и повествовавший о будущей аннексии Канады Соединёнными Штатами, имеет исторические предпосылки, намекая на знаменитую фотографию расстрела вьетнамского партизана во время войны во Вьетнаме.
Авторы GURPS посчитали игру слишком жестокой и кровавой и наотрез отказались предоставлять свою систему создания персонажа. В итоге срочно пришлось придумывать на ходу собственную систему генерации.
У Криса Тейлора было несколько собственных наработок, одна из которых выглядела особенно многообещающе. Тим Кейн к тому моменту разработал несколько собственных игровых движков: трехмерный, воксельный и спрайтовый. Последний и лёг в основу Fallout. Он был уже хорошо знаком с системой GURPS, так как играл в GURPS Space еще в аспирантуре. Позднее он даже создал GURPS Star System Generator с графическим интерфейсом, создающий сектор галактики согласно книге правил GURPS Space, планеты на нём, их краткую информацию. Благодаря небольшой команде, работавшей над Fallout, Тиму удалось "заразить" всех своим увлечением GURPS и коллектив постоянно играл в разные вариации, а иногда и создавал свои: так называемый "GURPS Everything" для которого на выбор предоставлялась абсолютно любая книга правил и "GURPS Nothing", в которой не было ни магии, ни технологий, только самые элементарные навыки. Со временем члены команды выразили недовольство относительно фазы создания персонажа, которая казалась им неинтуитивной и переусложнённой. Так Тим создал GURPS Character Editor — приложение, состоящее из текстовых модулей, обозначающих навыки, способности, штрафы, свойства и т.д., которые можно менять в зависимости от правил конкретной партии. Позднее эти модули GURPS перекочевали в Fallout в составе библиотеки и вызывались в нужное время. Когда Тиму сообщили, что GURPS надо чем-то заменить, он встретился с Крисом и тот попросил пару дней на решение. Когда Крис пришёл в офис и представил свою систему, в ней были признаки (attributes): 
- ловкость (Agility),
- сила (Strength),
- выносливость (Endurance),
- интеллект (Intelligence),
- восприятие (Perception),
- харизма (Charisma);

черты (traits) — комбинации преимуществ и недостатков; и навыки (skills) — систему способностей, в которую перенаправлялись запросы, ранее приписанные к модулям GURPS. Тим настаивал на том, чтобы к признакам была добавлена ещё и удача (Luck). Брайан Фарго, увидев замену GURPS, посчитал, что одних лишь приобретений новых навыков за очки опыта при повышении уровня персонажа недостаточно, нужно предложить ещё что-то. Так появились перки — внутриигровые преимущества, дающиеся раз в три уровня, не имеющие контр-недостатков, а потому не требующие углубленной балансировки. Тогда Тим и Крис показали эту систему остальной команде, назвав её ACELIPS. Один из разработчиков, Джейсон Свинн, предложил изменить аббревиатуру на SPECIAL..
В результате этого за 4-5 месяцев до выхода Fallout появилась S.P.E.C.I.A.L. — уникальная и своеобразная система, ставшая неотъемлемой частью игр Fallout.

## Механизм игровой системы
Система основана на четырёх ключевых понятиях:
- Основные характеристики (Attributes) — основные параметры персонажа, назначаемые ему при создании. Каждый из атрибутов может иметь значение от 1 до 10. Во время создания персонажа игрок распределяет ограниченное количество очков (в оригинальном варианте - 40, однако в Fallout существует особенность «Одарённый», позволяющая увеличить значение каждого атрибута на 1, после чего можно заново перераспределить их) между атрибутами, чем описывает возможности персонажа с разных точек зрения. Основные характеристики по большей части являются неизменными постоянными, хотя могут быть временно изменены наркотиками или другими факторами. Также их можно повысить на 1—2 пункта выбором соответствующего перка (см. ниже) или в некоторых определённых местах игры. Название S.P.E.C.I.A.L. (от англ. special, «спе́шл» — особенный) является акронимом семи основных характеристик:
  - Strength (Сила)
  - Perception (Восприятие)
  - Endurance (Выносливость)
  - Charisma (Харизма)
  - Intelligence (Интеллект)
  - Agility (Ловкость)
  - Luck (Удача)

- Помимо семи основных характеристик, существуют производные характеристики (англ. derived statistics), вычисляемые по формулам на основе семи основных. Это сопротивляемость различным типам урона, яду, радиации, привыкаемость к медицинским препаратам, очередь хода (чем выше это значение, тем раньше, по сравнению с противником, персонаж будет начинать свой ход) и так далее. Эти параметры также можно изменять выбором перков, применением лекарств или ношением вещей;
- Навыки (Skills) отражают вероятность персонажа успешно выполнить какую-либо задачу (например выстрелить из пистолета или взломать замо́к). Они отображены в процентах, хотя могут быть и выше 100 %. В начале навыки определяются по формулам, зависящим от начальных атрибутов и наличия влияющих на первоначальное значение особенностей, но впоследствии могут быть повышены очками навыков, получаемыми при достижении персонажем нового уровня. При создании персонажа также выбираются три так называемых основных навыка (Tag Skills), которые растут в два раза быстрее.
- Перки (Perks) — это специальные возможности, позволяющие игроку слегка «подправить» правила игры. Перки выбираются при каждом третьем или четвёртом повышении уровня персонажа. В дополнение к перкам при создании персонажа игрок может выбрать две особенности (Traits). В отличие от чисто «положительных» перков, traits имеют как плюсы, так и минусы (например, нанесение бо́льшего урона в рукопашном бою ценой сниженной ловкости, повышение всех атрибутов на 1 ценой снижения значения всех навыков на 10% и уменьшения очков развития персонажа, увеличение навыков первой помощи, доктора, красноречия и торговли на 15% ценой уменьшения навыков боя на 10% каждый).

Также персонаж имеет определённый статус, отражающий состояние его здоровья: отравлен, облучён, сломана рука или нога, выбит глаз.

## Van Buren
Проект Van Buren, несостоявшийся Fallout 3 компании Interplay Entertainment, должен был использовать переработанную и улучшенную версию SPECIAL. В ней планировалось отойти от боевой системы, разработанной в Fallout. Основные изменения претерпевали навыки — они группировались на несколько групп: боевые навыки, торговые, дипломатические, научные и воровские. Три боевых навыка — легкое, тяжёлое и энергетическое вооружение планировалось объединить в одно — стрелковое оружие, а убеждение — наоборот, разделить на три — разговор, убеждение и обман. Также, чтобы предотвратить излишне частые быстрые смерти (критические попадания, вследствие которых противник получает столь сильные повреждения, что нередко погибает с первого удара или выстрела), было принято решение разделить броню на нательную защиту и защиту головы.